# 蘇体仁
蘇 体仁（そ たいじん）は中華民国の官僚・政治家。字は象乾。閻錫山の腹心、山西派と目される。後に中華民国臨時政府、南京国民政府（汪兆銘政権）に参加し、山西省長など要職をつとめた。

## 事績
山西省立師範学校を卒業後、日本に留学する。東京高等工業学校化学科を卒業した。
1916年（民国5年）帰国し、山西省立第一中学校長、省立山西大学予科学長を歴任する。その後、山西督軍閻錫山配下となり、山西省督軍署秘書、外交処主任、山西督弁駐京代表、晋綏司令駐京代表を歴任した。これにより、閻の「ブレーン・トラスト」の1人となり、閻の著作の多くが蘇体仁の手によるものと言われた。1924年（民国13年）12月、北京政府臨時法制院参事となる。
1928年（民国17年）7月、蘇体仁は、国民政府外交部の河北省交渉員に任命される。翌年、河北省財政特派員となった。1930年（民国19年）、辞職して、いったん天津に隠居した。1932年（民国20年）5月、綏遠省財政庁庁長として復帰し、1934年（民国23年）12月まで務めた。
1938年（民国27年）6月21日、中華民国臨時政府が山西省公署を創設し、蘇体仁が山西省長に特任された。翌1939年（民国28年）3月5日、臨時政府委員（議政委員会委員。特任官）を兼任している。
1940年（民国29年）3月30日、南京国民政府（汪兆銘政権）に臨時政府が合流し、華北政務委員会に改組される。同日、蘇体仁は同委員会委員に特派され、山西省長にも重任となった。1943年（民国32年）1月、北京特別市市長代理に異動する。さらに翌月に、華北政務委員会常務委員兼教育総署督弁となった。11月、華北政務委員会工務総署督弁に就任(しばらくの間、教育総署督弁と兼務)。1945年（民国34年）2月、華北政務委員会総務庁庁長となった。
日本敗北後、蘇体仁は太原に戻る。山西革命同志会に加入して、太原綏靖参事となった。1949年（民国38年）1月に北平が中国人民解放軍に向けて開城されると、蘇は最初に綏遠、次いで蘭州へと逃れた。その後さらに香港、最後は台湾へ逃れている。
1979年（民国68年）8月20日、台湾にて死去。享年92。

## 注
1. ↑  徐友春主編『民国人物大辞典 増訂版』2763頁による。Who's Who in China 4th ed.,p.209は1889年とする。
2. ↑  『最新支那要人伝』101頁。
3. ↑  臨時政府令、令字第218号、民国27年6月21日（『政府公報』第23号、民国27年6月27日、臨時政府行政委員会公報処、2頁）。
4. ↑  臨時政府令、令字第332号、民国28年3月5日（『政府公報』第63号、民国28年3月8日、臨時政府行政委員会情報処第四科、1頁）。
5. ↑  国民政府令、民国29年3月30日（『華北政務委員会公報』第1-6期合刊、民国29年6月9日、華北政務委員会政務庁情報局、国府1頁）。
6. ↑  華北政務委員会の人事自体は、発令前の同月22日における中央政治会議で議決されている（『外交時報』94巻2号通号849号、昭和15年4月15日、外交時報社、182-185頁）。
7. ↑  『支那最近の状勢概觀』（東洋協会調査部調査資料第49輯）、1941年、東洋協会、12-13頁。
8. ↑  『山西通志 人物志』による。一方『民国人物大辞典 増訂版』2763頁によると、蘇は日中戦争後まもなく日本に亡命し、日本で死去したとしている。